# Валтинос, Власиос
Власиос Валтинос (греч.  Βλάσιος Βαλτινός  1825, Месолонгион — 1896, Афины) — греческий военачальник, генерал-лейтенант, переводчик, министр второй половины XIX века.

## Биография
Власиос Валтинос, сын Иоанниса родился в 1825 году в осаждённом турко-египтянами Месолонгионе. Был одним из немногих младенцев и детей, выживших при прорыве защитников города в следующем, 1826 году. 
В возрождённом греческом государстве окончил Военное училище эвэлпидов. Продолжил учёбу в 1852 году во Франции. 
Александр Маврокордатос, бывший тогда послом Греции во Франции, оставил его при себе, в качестве военного атташе.
В 1856 году вернулся в Грецию и принял участие в преследовании разбойников, действовавших на тогдашней греко- османской границе.
Принял участие в революции 1862 года, против баварца короля Оттона:173. 
Представлял регион Валтос западной Средней Греции, откуда происходил его род, на Национальном собрании.
Принадлежал к фракции, так называемых, «горных» и после столкновений в столице в июне 1863 года, Валтинос, вместе с полковником Π. Коронеосом, подписал перемирие с военными представителями «равнинных» Д. Пападиамантопулосом и А. Михосом:173.
Валтинос примкнул к партии Александра Кумундуроса, с которой, представляя регион Валтос, был избран депутатом парламента в 1879, 1881 и 1885 годах.
Будучи ещё подполковником, принял пост военного министра в правительстве Кумундуроса в 1878 году, а затем в правительстве Кумундуроса в 1880 году:294. 
.
Военному министру Валтиносу посчастливилось послать греческие войска на занятие Фессалии и Арты в мае 1881 года.
Дослужился до звания генерал-лейтенанта.
Умер в 1896 году.

## Журналист и переводчик
С 1856 года Валтинос был редактором журнала «Эллин солдат» (Έλλην Στρατιώτης).
Валтинос также перевёл с французского книги:
- «Баллистика» И. Дидиона, 1854
- «Трактат о княжествах Молдово-Валахии», написанный в 1855 году во Франции и на французском греческим врачом и писателем Марком Филиппом Заллонисом.